# Požėla
Požėla ist ein litauischer männlicher Familienname, abgeleitet von po und želti.

## Weibliche Formen
- Požėlienė, verheiratet
- Požėlaitė, ledig

## Personen
- Karolis Požėla (1896–1926), Revolutionär
- Renatas Požėla (* 1974), Polizeikommissar